# Strandsnerle
Strandsnerle (Calystegia soldanella) er en  flerårig snerleart, der vokser i klitter  og andre kysthabitater i tempererede regioner over hele verden. Den  blomstrer juli-august men er relativt sjælden i Danmark, hovedsageligt  ved Nord- og Vestjyske kyster.
Den er først indvandret til Danmark i første del af 1900-tallet, og  har siden været i spredning, og alene i Thy forekommer den nu på ca. 25 lokaliteter (2009) .
Planten har kødfulde stængler, nyreformede blade og lyserød til  lavendelfarvede blomster, der er insektbestøvede.